# August Dietrich Marschall
August Dietrich Marschall, seit 1760 Graf Marschall, seit 1776 auch Graf Marschall auf Burgholzhausen, (* 19. Juni 1750; † 31. Januar 1824 in Weimar) war Erbmarschall in Thüringen, Freimaurer und Illuminat.

## Leben
August Dietrich war der Sohn des 1760 in den Grafenstand erhobenen kaiserlichen Generalfeldmarschalls Ernst Dietrich Marschall auf Pauscha (1692–1771) aus dem Thüringer Adelsgeschlecht der Marschälle und dessen Ehefrau Henriette Sophie (* 17. November 1720; † 16. Februar 1779), geborene von Schönberg, verwitwete von Einsiedel.
Marschall studierte von 1766 bis 1768 Mathematik, Geschichte und Staatswissenschaften in Straßburg. Danach wechselte er nach Leipzig und studierte dort von 1768 bis 1771 Rechtswissenschaften. Dort lernte er den späteren preußischen Kanzler Karl August von Hardenberg (1750–1822) und den Schriftsteller Christian Fürchtegott Gellert kennen. Nach seinem Studium wurde er Assessor am Hofgericht Wolfenbüttel und im Dezember desselben Jahres in der Freimaurerloge Minerva zu den drei Palmen in Leipzig angenommen.
1776 erwarb er gemeinsam mit seinem Bruder Friedrich Ernst Graf von Mansfeld das unter Sequestration wegen starker Verschuldung stehende großväterliche Gut Burgholzhausen, nachdem der Familienzweig auch Marschall auf Burgholzhausen genannt wird.
Er wurde später braunschweigischer Kammerherr und bekam die Leitung des französischen Theaters in Braunschweig übertragen. So freundete er sich mit Lessing und den Aufklärungstheologen Johann Friedrich Wilhelm Jerusalem. Durch die Freimaurerei lernte er den Herzog Ferdinand kennen. Mit diesem reiste er im Oktober/November 1779 über Altona nach Kopenhagen. 1780 war er erneut in Kopenhagen, dieses Mal sollte er im Auftrag des dänischen Königs unterwegs sein. Er reiste an die russische Grenze, um die Kinder der Großfürstin Anna Leopoldowna (1718–1746) – sie entstammte dem Braunschweiger Fürstenhaus – nach Dänemark zu bringen. 1781 verließ er den Braunschweiger Dienst und bereiste für zwei Jahre Frankreich und Italien.
1783 ließ er sich in Altenburg nieder. Es zog ihn aber dann nach Weimar, wo er zweimal heiratete. Dort tauschte er sich unter anderem mit Johann Gottfried Herder und dessen Frau Karoline über literarische Fragen (siehe etwa Lessings Nathan der Weise und über den kranken Sohn des Reichsgrafen) anteilnehmend aus. Von 1783 bis 1795 ist er Besitzer des Schatullguts in Oßmannstedt gewesen. Er war Ritter des dänischen Dannebrogordens und seit 1775 Mitglied in den Logen Charles de la concorde und Zur gekrönten Säule in Braunschweig sowie unter dem Namen „a Thymalo“ Mitglied der Lehrart der Strikten Observanz. Er wurde das leitende Mitglied des Großen Clubs in Braunschweig. Im Bund der Illuminaten war er 1783 sogenannter „Regent“ mit dem Ordensnamen „Philostratus“.

## Familie
Er war zweimal verheiratet. Seine erste Frau war seit 26. April 1788 Hortensie Freiin Waldner von Freundstein (* 9. Juli 1767; † 20. März 1800). Aus dieser Ehe ging ein Sohn hervor: August Ferdinand Theodor Graf Marschall auf Burgholzhausen (* 25. Mai 1791; † 21. August 1867). Er war königlich-preußischer Erbmarschall in der Landgrafschaft Thüringen, königlich-sächsischer Kammerherr und Oberforstmeister zu Moritzburg und seit 25. Oktober 1825 mit Amalie von Mellish (* 17. Oktober 1799; † 18. April 1872) verheiratet, einer Tochter des königlich preußischen Kammerherren und vormaligen königlich großbritannischen Geschäftsträgers und Generalkonsuls bei dem niedersächsischen Reichskreis, Joseph Charles Mellish Esq. Er ist auf dem Dresdner St.-Pauli-Friedhof begraben, wo die Marschall-Eiche an ihn erinnert.
Der Reichsgraf heiratete 1803 in zweiter Ehe Gräfin Antoinette, geborene von Alten (* 28. Januar 1767; † 2. April 1824).